# Rayachoti
Rayachoti là một thị trấn thống kê (census town) của quận Cuddapah thuộc bang Andhra Pradesh, Ấn Độ.

## Địa lý
Rayachoti có vị trí 14°03′B 78°45′Đ / 14,05°B 78,75°Đ Nó có độ cao trung bình là 380 mét (1246 feet).

## Nhân khẩu
Theo điều tra dân số năm 2001 của Ấn Độ, Rayachoti có dân số 72.196 người. Phái nam chiếm 51% tổng số dân và phái nữ chiếm 49%. Rayachoti có tỷ lệ 61% biết đọc biết viết, cao hơn tỷ lệ trung bình toàn quốc là 59,5%: tỷ lệ cho phái nam là 71%, và tỷ lệ cho phái nữ là 51%. Tại Rayachoti, 14% dân số nhỏ hơn 6 tuổi.